# 后不塔气站
后不塔气站（蒙古语：ᠬᠣᠢᠲᠤ ᠪᠤᠲᠠᠴᠢ）是呼和浩特地铁1号线的地铁车站，位于中华人民共和国内蒙古自治区呼和浩特市赛罕区敕勒川路街道与新城区万通路街道交界S43机场高速后不塔气村北侧地下，2019年12月29日開通运营。
车站建设时期工程名为鸿德学院站，后以所在村的名称更名为后不塔气站。“不塔气”是蒙语灌木丛的意思，清代建立的不塔气村因当地多灌木而得名。

## 车站结构
后不塔气站位于后不塔气村北侧，机场快速路以南，机场快速路辅路绿化带下，车站沿东西向布置，长486.4米，标准段宽19.7米，为地下两层岛式车站，车站东侧设有停车避让线和列车折返线。
| 地面              | 出入口 | A、C出入口 |
| 地下一层          | 站厅   | 客服中心、自动售票机、验票机                                                                                              |
| 地下二层          | 站台层 | \| \| \| █ 1号线往伊利健康谷（呼和浩特东站） \| \| 島式 · 開左邊车门 \| \| \| \| \| \| █ 1号线往坝堰（机场）（什兰岱） \| |
|                   |        | █ 1号线往伊利健康谷（呼和浩特东站）                                                                                       |
| 島式 · 開左邊车门 |        | |
|                   |        | █ 1号线往坝堰（机场）（什兰岱）                                                                                           |

## 车站出口
后不塔气站共设3个出口，各出口及周围设施如下所示：
| 出口编号            | 照片 | 地点               | 可到达目的地           |
| ------------------- | ---- | ------------------ | ---------------------- |
| A · 1 · 出口        |      | 机场快速路（北侧） | 内蒙古鸿德文理学院     |
| A · 2 · 出口        |      | 机场快速路（北侧） | 内蒙古机械职业技术学校 |
| C · 出口 · （设有） |      | 机场快速路（南侧） | 呼和浩特市地铁控制中心 |
| 图例： 设有         |      |                    |                        |

## 接驳交通

### 公交车
- 内蒙古文联：12路、53路、97路、113路、118路、301路

## 历史
- 2019年12月29日，本站随1号线通车一同开通[1]。